# Proxenos
Proxenos (řecky πρόξενος) byl ve starověkém Řecku občan městského státu, který pohostinně přijímal občany jiného státu a staral se o jejich bezpečný pobyt.
Proxenos (mn. č. Proxenoi) znamená v překladu „přítel cizinců”. Tento termín je odvozen z pojmu proxenia, který je výrazem pro starořeckou tradici pohostinství. Občan ve starověkém Řecku neměl žádná práva v jiných obcích, takže bylo mezi obcemi zavedeno koncepci přátelství, tzv. Xenia. Z této koncepce vznikla tato funkce. Z místních občanů tuto funkci zastávali ti, kteří se starali o zájmy občanů států, s nimiž měl daný stáz formální svazky (byla to jakási konzulární ochrana či pomoc, která měla v řeckých městských státech za úkol zejména „ochraňovat a podporovat zájmy cizích občanů”, a to nejen Řeků ale i například Féničanů).
V praxi mezi úkoly proxena patřilo hlavně poskytování ochrany příslušníkům jiného státu, ale např. i „ověřování jejich poslední vůle “(závěti) v případě úmrtí, takže v této funkci lze nalézt určitou paralelu s notářskými a matričních službami současných konzulátů. Samotný proxenos byl jmenován z řad občanů státu, přičemž tento post zpravidla zastával některý významný nebo vlivný jednotlivec, v čemž spočívá jistá podobnost s funkcí současného honorárního konzula. Např. Démosthenés, slavný athénský řečník, který byl často pověřen diplomatickými misemi, byl proxenos Théb v Aténách, a Athéňanům v Thébách slavný básník Pindaros.
Zahraniční vyslance hostil Proxenos na vlastní náklady. Byl to občan, který podepsal smlouvu na zastupování zájmů cizinců ve své zemi (zemích). Často zastával zároveň i diplomatické funkce. Prostřednictvím něj se vedla jednání. U řešení mezistátních konfliktů byl mnohokrát (mediátorem). Tato funkce byla často dědičná. Výměnou za své služby měl ve městě, které zastupoval v porovnání s jinými cizinci zvláštní privilegia.
Tato funkce byla jakýmsi základem meziměstských vztahů ve Starověkém Řecku.